# Infanterie-Division Döllersheim
Die Infanterie-Division Döllersheim wurde Anfang August 1944 als sogenannte Schatten-Division aufgestellt.
Die Aufstellung erfolgte im Zuge der 31. Aufstellungswelle auf dem Truppenübungsplatz Döllersheim, Wehrkreis XVII, in Niederösterreich. Am 26. August 1944 wurden die bereits bestehenden Teile der Infanterie-Division Döllersheim zur Aufstellung der 564. Volksgrenadier-Division eingesetzt.
Die Gliederung der sogenannten Division war:
- Grenadier-Regiment 1 Döllersheim
- Grenadier-Regiment 2 Döllersheim
- Artillerie-Bataillon Döllersheim
- Pionier-Bataillon Döllersheim
- Panzerjäger-Bataillon